# النتيجة الكاملة (فلم)
النتيجة الكاملة (بالإنجليزية: The Perfect Match) هو فيلم رومانسي كوميدي أمريكي تم إنتاجه في سنة 2016 وهو من إخراج بيلي وودروف وبطولة تيرنس جاي وكاسي ودونالد فيزن وداشا بولانكو وبولا باتون ولورين لندن.

## القصة
تتكلم قصة الفيلم عن تشارلي وهو زير نساء ولا يستطيع البقاء بعلاقة مع امرأة واحدة، تحاول شقيقته المعالجة النفسية مساعدته على ايجاد امرأة يحبها، فيما يراهنه أصدقاءه على إقامة علاقة مع امرأة لمدة شهر، إلا أنه يقع بالحب بعد ذلك، يحاول تشارلي بعد ذلك تقوية علاقته بإيفا إلا أنها بعد ذلك تقلب الطاولة عليه ليكتشف أنه متعلق بها.

## البطولة
- تيرنس جاي بدور تشارلي مكنتاير
- كاسي بدور إيفا
- دونالد فيزن بدور ريك
- داشا بولانكو بدور بريسي
- روبرت رايلي بدور فكتور
- لورين لندن بدور جينجر
- جو بانتوليانو بدور مارتي
- درايا ميشيل بدور هولي
- كالي هوك بدور كارين
- براندي نوروود بدور أفاتيا
- فرنش مونتانا بدور نفسه
- كانديس كرايغ بدور سيندي

## التقييم
حصل الفيلم على تقييم 27% في موقع الطماطم الفاسدة وحصل 15 مراجعة. على موقع ميتاكريتيك حصل على تقييم 41 من 100 وعلى 8 إنتقادت بين إيجابية وسلبية.

## وصلات خارجية
- مقالات تستعمل روابط فنية بلا صلة مع ويكي بيانات
- النتيجة الكاملة على قاعدة بيانات الأفلام على الإنترنت